# Zemfira (album)
Zemfira (in russo Земфира?) è il primo album in studio della cantante russa eponima, pubblicato il 10 maggio 1999 dalla Real Records.
Nel 2010 l'album è stato inserito al quinto posto nella lista dei cinquanta migliori album russi di tutti i tempi stilata dal periodico Afiša.

## Tracce
Testi e musiche di Zemfira Ramazanova.
1. Počemu – 4:45
2. Sneg – 2:35
3. Sinoptik – 3:45
4. Romaški – 3:27
5. Maečki – 3:13
6. Spid – 3:35
7. Rumba – 3:09
8. Skandal – 2:48
9. Nepošloe – 3:31
10. Pripevočka – 2:58
11. -140 – 3:53
12. Arivederči – 2:48
13. Rakety – 2:49
14. Zemfira – 3:58

## Formazione
- Zemfira – voce, assistenza alla registrazione strumentale
- Sergej Sozinov – batteria, percussioni
- Oleg Pungin – batteria, percussioni
- Vadim Solov'ëv – chitarra
- Jurij Caler – chitarra
- Rinat Achmadiev – basso
- Sergej Miroljubov – tastiere